# Гаринское месторождение
Гаринское месторождение железной руды - расположено в Мазановском районе Aмурской области в 150 километрах к северу-востоку от Свободного между реками Гари и Мамина, на расстоянии 60 км. от Транссибирской железнодорожной дороги, и от БАМ примерно 65 километров к северу-востоку. Площадь участка составляет 11,2 км.

## Запасы
Разведанные запасы на 2012 год по данным IRC: магнетитовых руд  219 млн. т, предварительно оценённые - 155 млн. т, cp. содержание железа  32%.  Часть запасов (32 млн. т) c содержанием железа 53% пригодна к использованию с минимальным обогащением до 60%.

## История
Открыто при аэромагнитной съёмке в 1949 году, геолого-разведочные работы проведены в 1950-55 годах.
Первый проект строительства комбината на базе Гаринского месторождения был разработан ещё в 1960 году, однако Советский Союз так и не рискнул инвестировать в его строительство ввиду трудной транспортной доступности, что
увеличивало объем капитальных затрат примерно в два раза.
Согласно расчетам 1988 года, на базе Гаринского месторождения возможно строительство металлургического комбината с годовой производительностью по сырой руде 7 млн. т, по товарной - 2,93 млн. т., по окатышам - 2,9 млн. т.

## Разработка
На сегодняшний день промышленное освоение месторождения не ведется.
К разработке месторождения проявляется интерес Китая, так летом 2013 года в ходе переговоров губернатора Амурской области Олега Кожемяко и членов правительства Народного Правительства китайского города Хэйхэ, китайской стороной была озвучена готовность проработки проекта «под ключ» — вплоть до строительства на территории Амурской области металлургического завода.
В рамках проекта запланировано строительство железной дороги от станции Шимановская к Гаринскому месторождению протяженностью 148 км и железнодорожного моста через реку Зея. Проектирование и строительство дороги предполагается за счет средств Инвестиционного фонда РФ в рамках реализации проекта «Создание горно-металлургического кластера в Приамурье». Построенная железная дорога будет являться объектом капитального строительства 100-процентной государственной собственности Российской Федерации. Общий объем инвестиций в строительство железной дороги Шимановская-Гарь – 15,8 млрд рублей.